# Victor Zaslavsky
Victor Lvovich Zaslavsky (russisch Виктор Львович Заславский. transkribiert Wiktor Lwowitsch Saslawski; * 26. September 1937 in Leningrad, Sowjetunion; † 26. November 2009 in Rom) war ein sowjetischer Soziologe und seit 1975 Emigrant.

## Leben
Victor Zaslavsky arbeitete zunächst zehn Jahre als Ingenieur, bevor er als Dozent für Soziologie an die Universität Leningrad ging. 1975 musste er aus politischen Gründen die Sowjetunion verlassen. Er wurde kanadischer Staatsbürger. In seiner wissenschaftlichen Karriere war er Gastprofessor an verschiedenen Hochschulen: Memorial University of Newfoundland in St. John’s, Kanada, Universität Florenz, Universität Venedig, University of California, Berkeley und Universität Stanford, und er wurde Professor an der privaten Libera Università Internazionale degli Studi Sociali in Rom. Zaslavsky war Mitherausgeber der Vierteljahrsschrift Telos.
Für seine Studie über das Massaker von Katyn erhielt er 2009 den Hannah-Arendt-Preis der Heinrich-Böll-Stiftung.
Zaslavsky war mit der italienischen Historikerin Elena Aga Rossi (* 1940) verheiratet, mit der er 1998 den Premio Acqui Storia erhielt.

## Schriften (Auswahl)
- „Der Sprengprofessor“. Lebensgeschichten. Wagenbach, Berlin 2013
- mit Lev D. Gudkov: Russland: Kein Weg aus dem postkommunistischen Übergang. Aus dem Ital. von Rita Seuß. Wagenbach, Berlin 2011
- Klassensäuberung: Das Massaker von Katyn. Aus dem Ital. von Rita Seuß. Wagenbach, Berlin 2007
- mit Elena Aga Rossi: Togliatti e Stalin. Il PCI e la politica estera staliniana negli archivi di Mosca. Il Mulino, Bologna 1997
- Das russische Imperium unter Gorbatschow : seine ethnische Struktur und ihre Zukunft. Aus dem Amerikan. von Holger Fliessbach. Wagenbach, Berlin 1991
- In geschlossener Gesellschaft Gleichgewicht und Widerspruch im sowjetischen Alltag. Aus dem Amerikanischen von Rosemarie Farkas. Wagenbach, Berlin 1982